# Henry Planchat
Mathieu Henry Planchat, R.S.V. (8. listopadu 1823, La Roche-sur-Yon – 26. května 1871, Paříž) byl francouzský římskokatolický kněz, řeholník kongregace Bratří svatého Vincence z Pauly, zabitý při masakru na Rue Haxo během tzv. krvavého týdně, v závěru existence Pařížské komuny ve dnech 21. – 28. května 1871. Katolická církev jej uctívá jako blahoslaveného mučedníka.

## Život

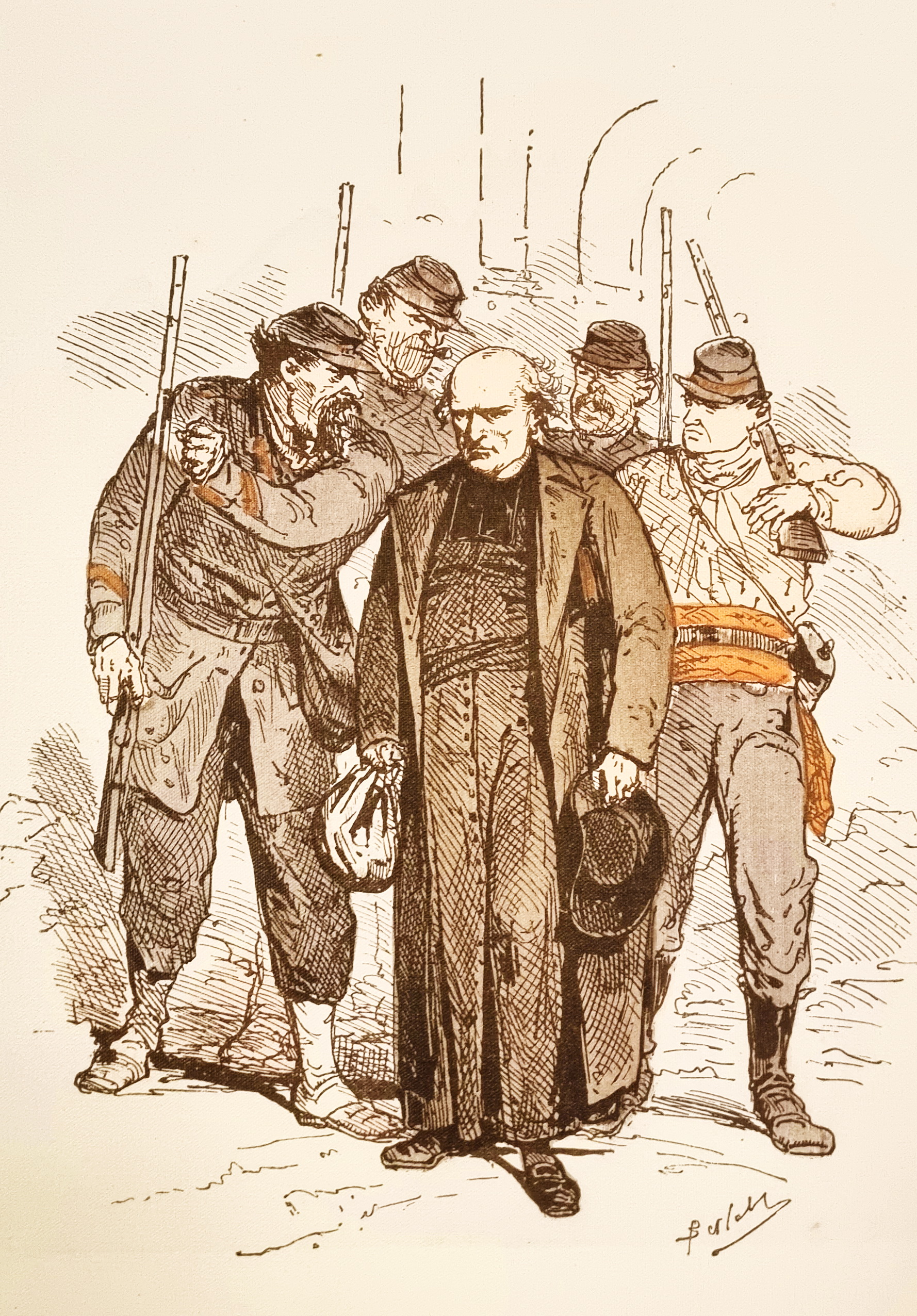
Kresba, vydaná roku 1875

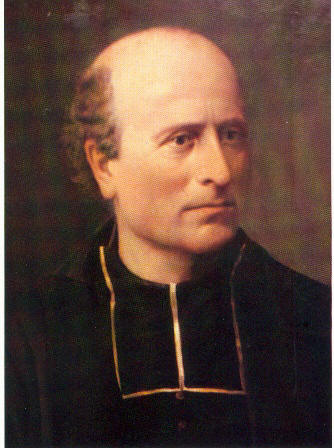
Portrét

Narodil se dne 8. listopadu 1823 v obci La Roche-sur-Yon. Jeho otec pracoval jako soudce. Roku 1837 započal studium na Collège Stanislas Paříži. Zde studoval tři roky, načež vystudoval práva na Collège de l'Immaculée-Conception v pařížské části Vaugirard. Poté zahájil svoji formaci na kněžském semináři Saint-Sulpice v Issy-les-Moulineaux.
Během svých teologických studií se seznámil s nově založenou řeholní kongregací Bratři svatého Vincence z Pauly, do které se rozhodl vstoupit. Dne 21. prosince 1850 byl vysvěcen na kněze. O tři dny později vstoupil do již zmíněné kongregace. Stal se tak prvním knězem této nové kongregace, jelikož její zakladatel, se kterým také později spolupracoval, ct. Jean-Léon Le Prévost, přijal kněžské svěcení až 22. prosince 1860.

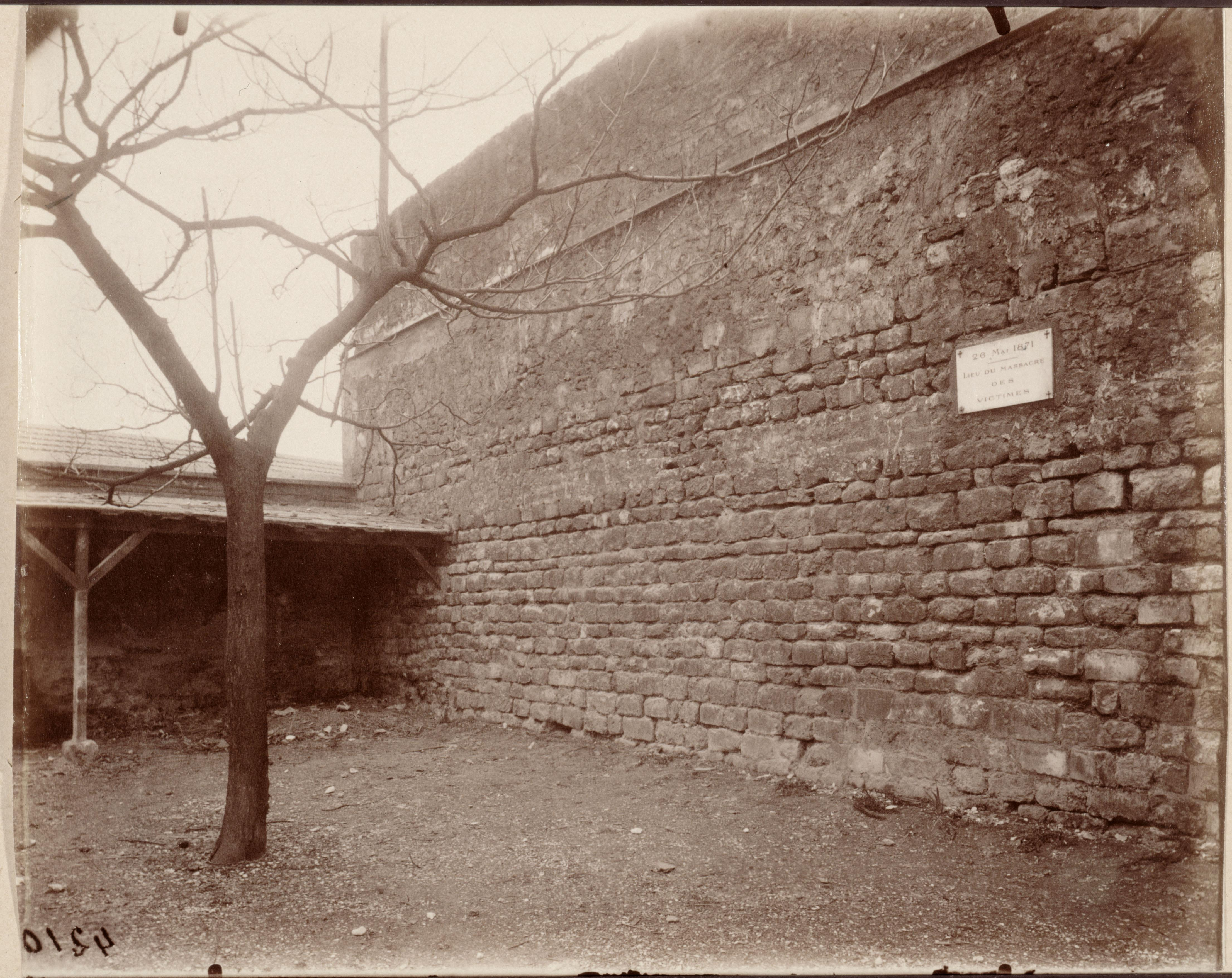
Místo masakru v Rue Haxo, na kterém byl později vystavěn kostel Notre-Dame-des-Otages (fotografie od Eugène Atgeta)

Poté dostudovával do dubna 1853 v dnešní Itálii. Po svém návratu působil v několika francouzských městech, než byl roku 1863 přeložen do Paříže, kde se kromě pastorace věnoval rozvoji kongregace, jíž byl členem. Mimo to se věnoval péči o nemocné, chudé a po vypuknutí války roku 1870 i o bojující vojáky. Dělal také katecheze pro děti.
Dne 18. března 1871 vtrhla do jeho řeholního domu v Paříži povstalecká Pařížská komuna s cílem zde nalézt zbraně a jelikož zde žádné nebyly po prohledání domu zase odešli.
Na Zelený čtvrtek 6. dubna 1871 vtrhla do jeho domu v Paříži další ozbrojená skupina, která jej zatkla a uvěznila. Po výslechu byl nějaký čas držen v policejních kasárnách. 13. dubna téhož roku byl spolu s dalšími spoluvězni převezen do věznice Mazas v Paříži.
Dne 26. května 1871 byl spolu s dalšími spoluvězni převezen do věznice La Grande Roquette, taktéž v Paříži. Zde byl téhož dne (spolu s dalšími spoluvězni) zastřelen komunardy. Pohřben je v kostele Panny Marie z La Saletty v 15. obvodu v Paříži.

## Úcta
Jeho beatifikační proces započal roku 1897. Dne 25. listopadu 2021 podepsal papež František dekret o jeho mučednictví.
Blahořečen pak byl dne 22. dubna 2023 v kostele sv. Sulpicia v Paříži. Spolu s ním byli také blahořečeni jeho spoluvězni Ladislas Redigue a tři společníci, kněží kongregace Nejsvětějších Srdcí, kteří byli zastřeleni ve stejný den. Obřadu předsedal jménem papeže Františka kardinál Marcello Semeraro.
Jeho památka je připomínána 26. května. Bývá zobrazován v řeholním oděvu.